# Bank in Winterthur

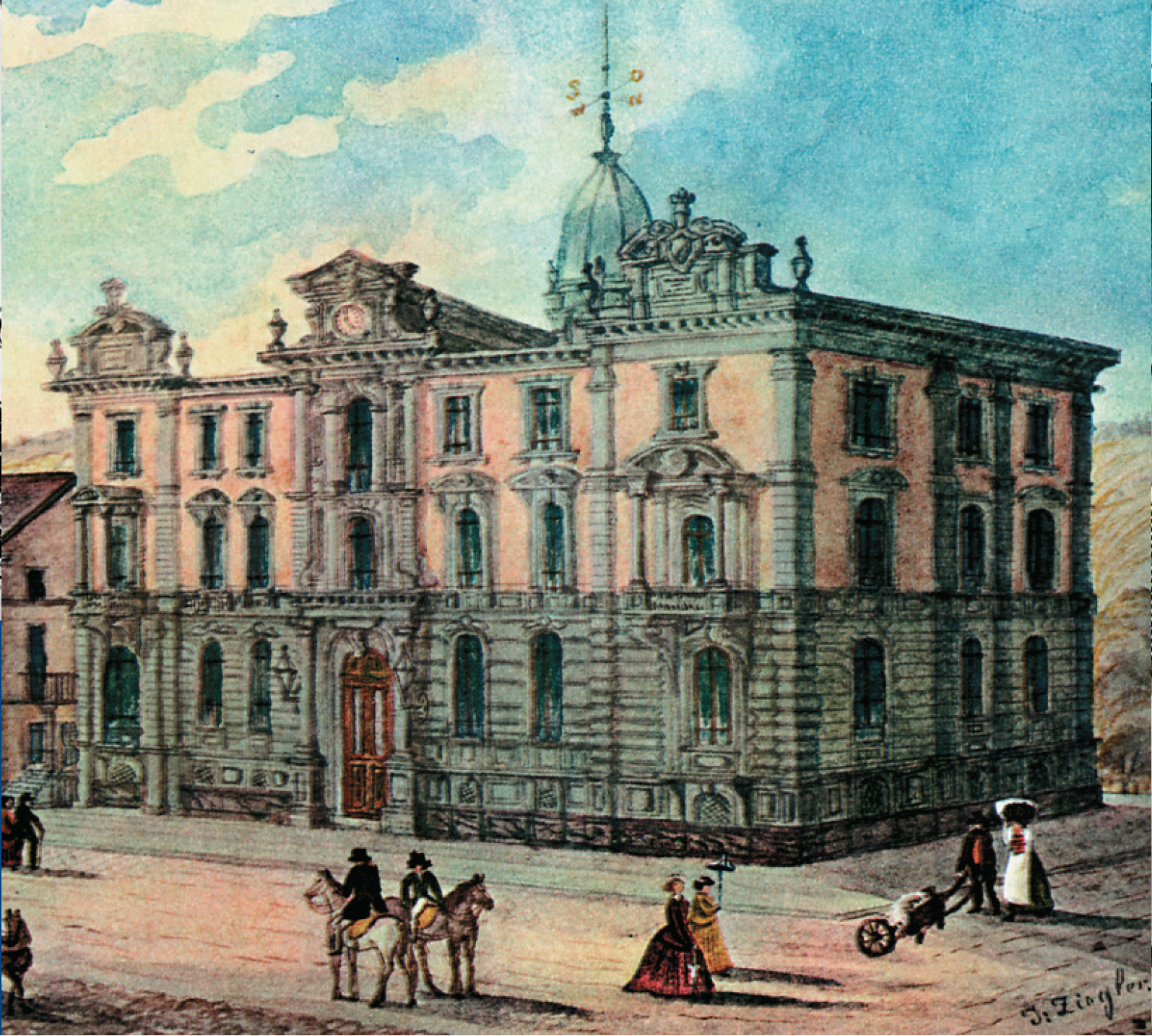
Die Bank in Winterthur

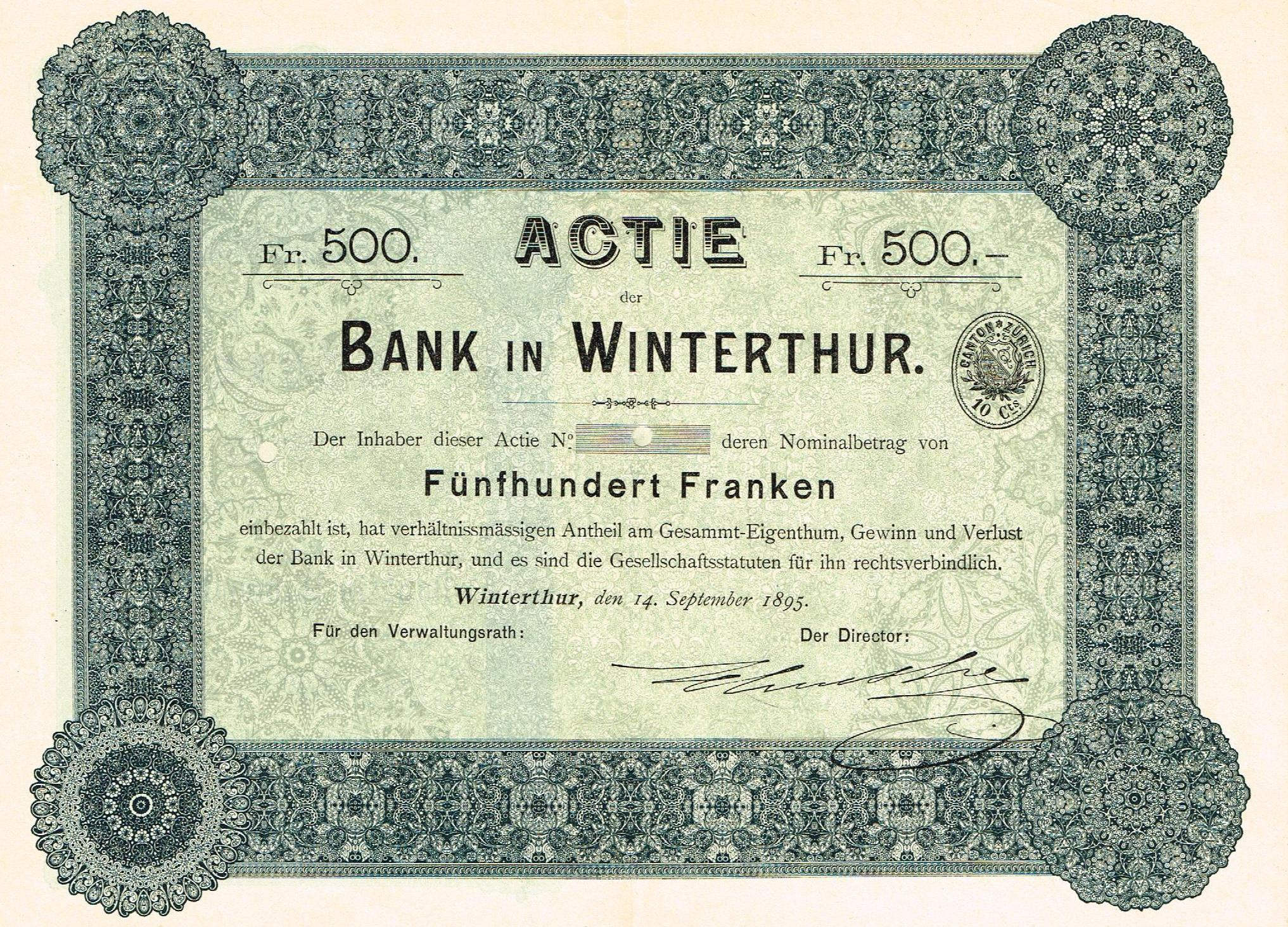
Aktienblankette über 500 Franken der Bank in Winterthur vom 14. September 1895

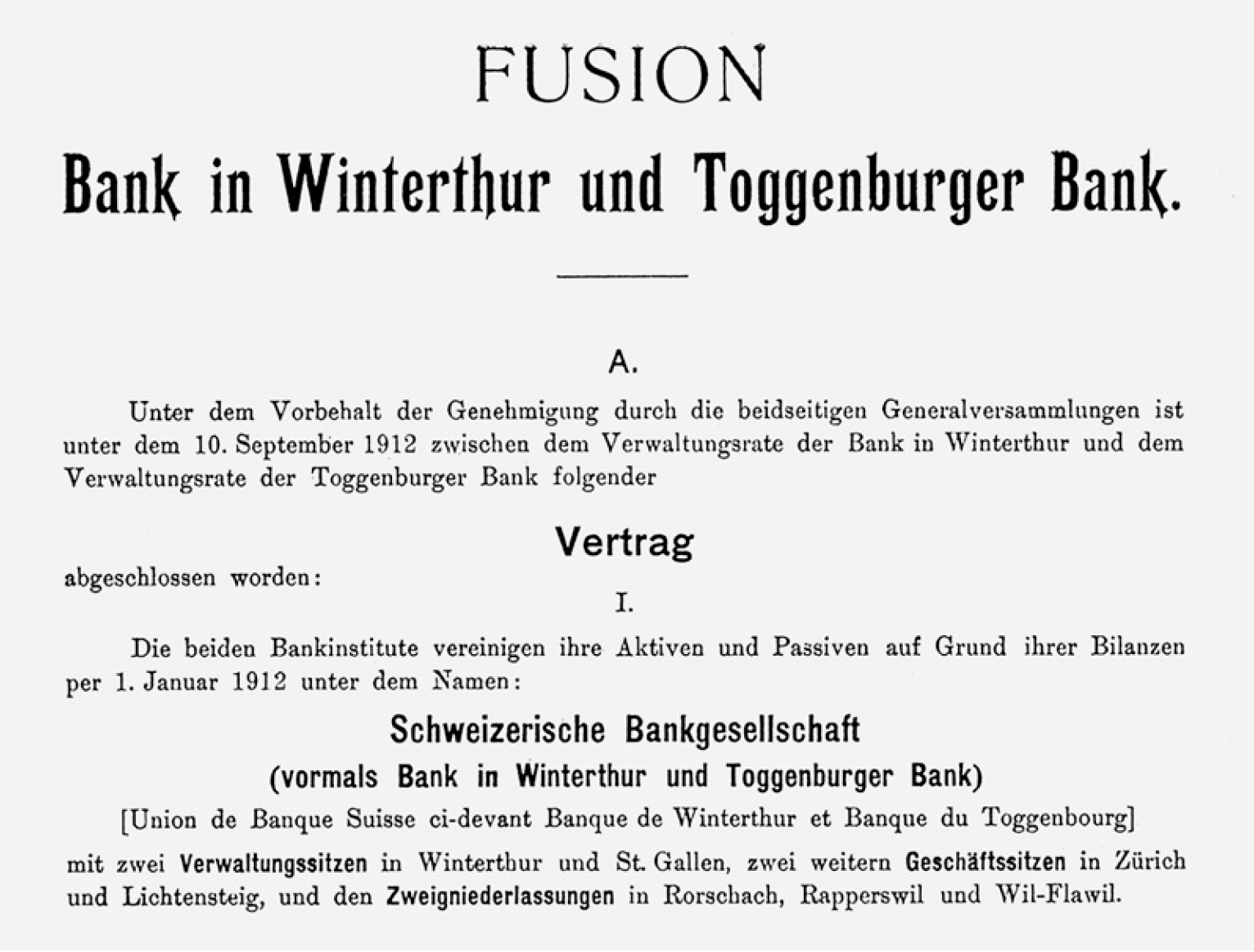
Die Fusionsankündigung mit der Toggenburger Bank

Die Bank in Winterthur war eine 1862 in Winterthur gegründete Bank. Diese «Entrepôt- und Bankgesellschaft» stieg bis 1872 zur drittgrössten Schweizer Bank auf. Sie fusionierte 1912 mit der Toggenburger Bank zur Schweizerischen Bankgesellschaft. Damit ist sie die älteste der Vorgängerbanken der UBS. Das Gründungsdatum der Bank in Winterthur gilt heute als Gründungsdatum der UBS.

## Geschichte
1862 gründeten 13 zu der Zeit einflussreiche Winterthurer Industrielle (u. a. Salomon Volkart, Heinrich Rieter, Heinrich Sulzer-Steiner und Johann Jakob Sulzer) die Bank in Winterthur mit einem Startkapital von fünf Millionen Franken, das zwei Jahre später verdoppelt wurde. Nachdem die Stadt der Bank das Areal des Turnhaus Stadthausstrasse verkauft hatte, bezog die Bank 1869 einen neuen Hauptsitz an der Stadthausstrasse, an welchem die UBS noch heute ihre Winterthurer Niederlassung betreibt. Die Bank konnte massiven Profit aus dem Sezessionskrieg und der damit einhergehenden Erhöhung der Baumwollpreise ziehen. 1864/65 war die Bank an der Gründung der Hypothekarbank in Winterthur beteiligt. Am Ende des Sezessionskriegs 1865 hatte die Bank ihr Handelskapital verdoppelt.
1871 war die Bank an der Gründung der SLM in Winterthur, 1872 an jener des Hotels Baur au Lac in Zürich und 1875 bei der Gründung der Schweizerischen Unfallversicherungs-Aktiengesellschaft (spätere Winterthur Versicherungen) und weiteren Unternehmen beteiligt. Auch an der Gründung des Basler Bankvereins hat sie mitgewirkt. 1872 konnte die Bank in Winterthur mit einem Kapital von 10 Millionen Franken eine Dividende von 11 % ausschütten.
Doch gab es in den 1870er-Jahren auch Negativereignisse: Neben dem Wiener Börsenkrach von 1873, der die Bank in Mitleidenschaft zog, ging auch Henri von Sulzer-Wart Konkurs, Besitzer einer Bank in Le Havre, der der Bank in Winterthur einen Verlust von mehreren Hunderttausend Franken bescherte. Sulzer-Wart floh zuerst nach Port-au-Prince und später nach New York, um einer Strafverfolgung zu entgehen.
Im Rahmen ihrer Beteiligung am Nationalbahndebakel der SNB verlor die Bank 1887 einen Fünftel ihres Kapitals. Auch der Zusammenbruch der 1863 mitgegründeten Lloyd Transport- und Rückversicherung 1883 war für die Bank nicht ohne Folgen, unter anderem der Präsident Salomon Volkart und der Vizepräsident Johann Ulrich Zellweger-Waeffler mussten daraufhin zurücktreten. Beide waren als Verwaltungsräte von Lloyd mitverantwortlich für den Konkurs der Versicherung. 1884 wurde fast der gesamte Verwaltungsrat erneuert, 1887 wurde die Bank saniert.
1906 übernahm die Bank in Winterthur die Zürcher Zweigstelle der Bank in Baden und zugleich die ganze Aktiengesellschaft der Bank.
Die Bank in Winterthur fusionierte schliesslich 1912 mit der Toggenburger Bank zur Schweizerischen Bankgesellschaft (SBG). Deren Hauptsitz war noch bis 1945 in Winterthur und St. Gallen, bevor sie an den Paradeplatz in Zürich umzog. 1998 fusionierte die SBG zusammen mit zwei anderen Banken zur heutigen Grossbank UBS.